# Коалиция Россия — Сирия — Иран — Ирак
Коалиция Россия — Сирия — Иран — Ирак (коалиция РСИИ), которую также называют 4+1 (в которой «плюс один» относится к Ливанской «Хезболле») — сотрудничество в обмене разведкой между оппонентами Исламское государство Ирака и Леванта (ИГИЛ)  с операционными комнатами в сирийском Дамаске и зелёной зоне Ирака в Багдаде. Коалиция образовалась вследствие соглашения, достигнутого в конце сентября 2015 года между Россией, Исламской Республикой Иран, Ираком и Сирийской Арабской Республикой о «помощи и сотрудничестве в сборе информации о террористической группе Даеш» (ISIL) с целью борьбы с наступлением группы, согласно заявлению Иракского командования совместных операций. В заявлении также упоминается «возрастающая обеспокоенность со стороны России по поводу тысяч российских террористов, совершивших преступные действия в рамках ISIS».
В октябре 2015 года было высказано предположение, что коалиция Россия – Сирия – Иран – Ирак, возможно, была разработана во время визита Кассема Солеймани, командующего Иранскими силами Quds, в Москву в июле 2015 года. В первые дни операции российские ВВС были поддержаны сирийскими вооруженными силами, исламским революционным корпусом гвардии и союзными ополчениями. США вместе со своими союзниками по НАТО и арабским странам критиковали эту коалицию; большинство авиаударов в течение первой недели кампании, по их словам, поразили районы, удерживаемые повстанческими группировками, противостоящими как сирийскому правительству, так и ИГИЛ.